# SGK1
SGK1 pour Serum and Glucocorticoid-regulated Kinase 1, est une protéine cytoplasmique possédant une fonction kinase de phosphorylation de protéines cibles. Son gène est le SGK1 situé sur le chromosome 6 humain.

## Structure
Le domaine catalytique de SGK1 est à plus de 50 % homologue avec celui de la kinase PKB.

## Mécanisme d'action
Comme son nom l'indique le gène SGK1 est stimulé par les corticoïdes (glucocorticoïdes et minéralocorticoïdes), et certaines protéines sériques comme l'insulin-like growth factor. SGK1 est gène stimulé rapidement (early stimulated gene), c'est-à-dire en quelques minutes, par l'aldostérone ou le cortisol. SGK1 agit principalement par ses fonctions de phosphorylation de protéines cibles.

## Fonction
Le rôle le plus connu de SGK1 est la phosphorylation de NEDD4, un partenaire inhibiteur du canal épithélial à sodium ENaC. La phosphorylation de NEDD4 entraîne sa séparation de ENaC et conduit au maintien du canal à la membrane apicale des cellules rénales ou coliques, aboutissant physiologiquement à la réabsorption de sodium du milieu extérieur vers le milieu intérieur.
SGK1 est une protéine importante car régulée (avec ENaC) et régulatrice de l'homéostasie hydro-sodée des organismes.